# Boogerman: A Pick and Flick Adventure
Boogerman: A Pick and Flick Adventure és un joc 2D de plataformes creat per la gent d'Interplay Entertainment i llançat per a la Sega Genesis en 1994 i la SNES en 1995. A més, va fer una menuda aparició com personatge jugable en Interplay's ClayFighter 63 1/3.
L'heroi "Boogerman" és un home llença-mocs, sorollós eructaor, llança-gasos dit Snotty Ragsdale. Mentre viu la seua vida normal com un excèntric milionari, la seua naturalesa "apestosa" li ve bé per a posar-se la màscara de l'olorós heroi Boogerman.

## Història
Era una fosca i tempestuosa nit en el laboratori del Professor Stinkbaum, on secretament aquest construïa una màquina que salvaria al món de la contaminació al traslladar-la a la Dimensió X-Crement. El milionari excèntric, Snotty Ragsdale, va aconseguir treball en el lloc per a investigar i trobar d'on prové la contaminació. Tenia un mal pressentiment sobre l'estranya màquina.
Ragsdale, al netejar la pols prop de la màquina va fer que una bola de pols arribara al seu nas, causant-li un menut però fort esternut. El poder d'aquest esternut va trencar la màquina i un llarg braç va aparèixer del no-res per a robar-se la font d'electricitat de la màquina. En un curt instant va desaparèixer Ragsdale per anar al bany d'homes i va tornar vestit com el seu àlter ego, Boogerman! Després d'açò, va saltar dins del portal de la màquina per a seguir al braç misteriós i resoldre el misteri...

## Habilitats
- Mocs: Boogerman pot furgar en el seu nas i llençar mocs amb mortal precisió. Si es pren una ampolla de llet, pot escopir més ràpid que una bala.

- Rots : La fortalesa gastronòmica de Boogerman li permet mantenir i llançar sorollosos gasos des de la seua boca. Si es menja un pebre roig picat pot també rotar foc.

- Pets: La part del darrere de Boogerman és capaç de soltar tòxics núvols de gas. Si es menja un pebre roig picant també pot llençar gasos en flames o volar en l'aire amb el seu coet del darrere.

- Colp de darreres: Boogerman té la capacitat d'aixafar amb el seu darrere als enemics. Com veiem, és un ésser capaç de fer fins a la cosa més immunda per a desfer-se dels seus enemics.

## Mons del joc
- Pantans Flatulents: Aquest món fosc és casa d'arbres enganxosos i pantans fangosos. Hick Boy, el cap d'aquest món, usa una gallina com boomerang per a atacar a aquells que entren al seu territori.

- Les Fosses: Les Fosses és... bé, fosses. Les parets de carn i els passadissos de múscul empaperat són vigilats per Revolta, una dona espia amb una passió per Boogerman.

- Boogerville: Aquest enfonsat poble és la llar dels ciutadans goblin de la Dimensió X. Tenen a Fly Boy per a mantenir al seu poble com un podrit i apestós forat: just com ho volen.

- Muntanyes Mocoses i Cavernes Nasals: Les Muntanyes Mocoses són com perillosos, i interminables precipicis, a través del passatge nasal ocasional et duen a les enganxoses cavernes. Deodor Ant vigila aquestes mines mocoses.

- Palau del Pus: Aquesta és la casa de Boogermeister, el brètol que va robar la font d'electricitat de la màquina de contaminació. El majestuós palau és decorat en verd (molt popular el color de la regió) i és només viscós com el mateix Boogermeister.